# Korean-Air-Flug 8509
Am 22. Dezember 1999 verunglückte auf dem Korean-Air-Flug 8509 (Flugnummer: KE8509 bzw. KAL8509) ein Frachtflugzeug des Typs Boeing 747-200F kurz nach dem Start vom Flughafen London-Stansted infolge eines Instrumentenfehlers. Die vier Besatzungsmitglieder kamen bei dem Unfall ums Leben.

## Hintergrund
Die Boeing 747 (Kennzeichen: HL7451) der Korean Air war um 15:05 Uhr mit einer anderen Besatzung aus Seoul (Südkorea) über Taschkent (Usbekistan) kommend in London-Stansted eingetroffen. Kurz nach dem Start in Taschkent hatte der Kapitän im Steigflug eine Kurve eingeleitet und dabei festgestellt, dass in seinem künstlichen Horizont (Attitude Direction Indicator, ADI) zwar die Längsneigung des Flugzeugs korrekt dargestellt wurde, jedoch das Gerät keinerlei Querneigung anzeigte. Weil der Flug bei Tag stattfand und somit visuelle Bezugspunkte außerhalb des Cockpits vorhanden waren, erkannte der Kapitän den Instrumentenfehler augenblicklich. Der zweite künstliche Horizont am Platz des Kopiloten sowie das dritte, mittig angeordnete Ersatzinstrument zeigten die Fluglage korrekt an. Der Kopilot übernahm die Steuerung der Maschine und setzte den Steigflug fort. Auf Reiseflughöhe änderte der Kapitän die Einstellung seines ADI, wodurch dieser künstlicher Horizont über einen anderen Ausgang des Trägheitsnavigationssystems (INS) mit Informationen versorgt wurde. Die Fluglage wurde daraufhin korrekt im ADI des Kapitäns dargestellt, jedoch lieferte nun der dritte Horizont eine fehlerhafte Anzeige. Die Piloten erkannten, dass die Fehlerquelle im Trägheitsnavigationssystem lag und dokumentierten dies im Logbuch des Flugzeugs. Zudem füllten sie einen entsprechenden Reparaturauftrag aus und informierten nach der Landung in London-Stansted den örtlichen Stationsleiter der Korean Air zusätzlich mündlich über das Problem.
Der Stationsleiter beauftragte einen Ingenieur der Fluggesellschaft mit der Reparatur des ADI, ohne darauf hinzuweisen, dass der eigentliche Fehler im Trägheitsnavigationssystem liegen könnte. Ebenso wurde der von der Besatzung ausgefüllte Reparaturbogen nicht an den Ingenieur weitergeleitet. Der vermeintlich defekte künstliche Horizont wurde mit Hilfe eines Fremdmechanikers ausgebaut und dessen Anschlüsse kontrolliert. Hierbei stellte der Ingenieur fest, dass ein Stecker nur locker im Gerät saß. In der Annahme den Fehler gefunden und behoben zu haben, baute man den künstlichen Horizont wieder ein. Ein anschließender Funktionstest gab keinen Hinweis auf eine ADI-Störung. Das Trägheitsnavigationssystem wurde weder überprüft noch dessen defektes Bauteil ausgewechselt.
Während die Maschine für den Weiterflug nach  Mailand-Malpensa beladen wurde, trat eine neue Besatzung ihren Dienst an. Sie wurde über die vorherige Reparatur nicht informiert.

## Unfallhergang
Die Maschine war um 17:27 Uhr abflugbereit. Der Start verzögerte sich jedoch um über eine Stunde, weil der Stationsleiter es versäumt hatte, den Flugplan einzureichen. Um 18:36 Uhr hob das Flugzeug bei Dunkelheit von der Bahn 23 ab. Der Kapitän führte den Steigflug manuell durch, während der Kopilot als „Pilot not flying“ für den Funkverkehr und die Überwachung der Instrumente zuständig war. Das Abflugverfahren sah vor, in einer Entfernung von rund 2,8 Kilometer (1,5 NM) zum DME des Flughafens nach links auf das 338°-Radial des Drehfunkfeuers Detling (VOR Detling) einzudrehen. Während des Steigflugs zeichnete der Cockpit Voice Recorder mehrere Warntöne des „ADI Comparator“ auf, der auf eine unterschiedliche Darstellung der Fluglage in den drei künstlichen Horizonten hinwies. Die Piloten reagierten nicht auf die akustischen Warnungen.
Als die Maschine eine Höhe von rund 425 Meter (1400 Fuß) durchflog, wurde der Kopilot vom Fluglotsen im Tower aufgefordert, Kontakt mit der Abflugkontrolle aufzunehmen. Parallel dazu leitete der Kapitän die Linkskurve um etwa 70 Grad in Richtung des VOR Detling ein. Als die Maschine in den Kurvenflug überging, wurde ihre Querneigung nicht im ADI des Kapitäns angezeigt. Obwohl der Flugingenieur, der die Fluglage im dritten künstlichen Horizont beobachtete, das Einnehmen von Querneigung ausrief, behielt der Kapitän den Ausschlag des Querruders unverändert bei, wodurch sich der Rollwinkel kontinuierlich erhöhte. Als der Winkel schließlich 90 Grad erreichte, rollte die Maschine in einer Flughöhe von 585 Metern (1920 Fuß) über die linke Tragfläche ab und ging in einen unkontrollierten Sinkflug über. Das Flugzeug schlug mit einer Geschwindigkeit von etwa 463 bis 555 km/h (250 bis 300 kts) in unveränderter linker Querlage und mit einem Nickwinkel (negativer Pitch) von 40 Grad knapp zwei Kilometer südlich des Flughafens an einem Waldrand in der Gemeinde Great Hallingbury auf.

## Unfallursache
Nach Ansicht der Untersuchungskommission wurde der Unfall durch das mangelhafte Crew Resource Management verursacht. Eine Kommunikation zwischen den Besatzungsmitgliedern fand kaum statt, wodurch der Instrumentenfehler nicht von ihnen erkannt wurde.
Unmittelbar nachdem der Kapitän die Linkskurve eingeleitet hatte, rief der Flugingenieur erstmals das Einnehmen von Querneigung („Bank“) aus und gab dabei zudem auch einen unpräzisen Hinweis auf eine mögliche Funktionsstörung („Bank is not working“), ohne dass eine Reaktion des Kapitäns oder des Kopiloten erfolgte. Gleichzeitig gab der „ADI Comparator“ neun weitere Warntöne von sich. Trotz der Warntöne und obwohl in seinem ADI keinerlei Neigung angezeigt wurde, behielt der Kapitän den Ruderausschlag bei. Er versäumte es völlig, Informationen vom Kopiloten über die Darstellung der Fluglage auf dessen ADI einzufordern. Ebenso nutzte der Kapitän nicht den mittig angeordneten dritten künstlichen Horizont, auf dem der Flugingenieur die Fluglage beobachtete, um die Darstellung seines ADI zu überprüfen.
Nachdem die Linksneigung der Maschine weiter zugenommen hatte, rief der Flugingenieur drei Sekunden nach seiner ersten Mitteilung nochmals „Bank“ aus. Sein Tonfall war diesmal zwar dringlicher, doch versäumte er es, einen genaueren Hinweis über die mittlerweile kritische Fluglage zu geben. Der Kopilot, der als „Pilot not flying“ für die Mitüberwachung der Instrumente zuständig war, reagierte in keiner Weise auf die zunehmende Linksneigung.

## Medien
Der Absturz wurde in der Serie Mayday – Alarm im Cockpit, Staffel 11, Episode 7, Folge 79: Fataler Systemfehler (Originaltitel: Bad Attitude) thematisiert.
In der Dokumentation wird die ausgebliebene Reaktion des Kopiloten und die unpräzise Äußerung des Flugingenieurs mit der alters-hierarchischen Kultur Koreas begründet, die auch im dortigen Militär herrscht, aus dem der Kapitän stammte. Aus dramaturgischen Gründen wird klischeehaft davon ausgegangen, dass beide Besatzungsmitglieder nicht eingegriffen hätten, um sich einen Gesichtsverlust zu ersparen. Tatsächlich war Korean Air die Problematik bekannt, die sich aus einer zu strengen Hierarchie im Cockpit ergibt. Zwei Jahre zuvor hatte die Fluggesellschaft nach dem Unfall des Korean-Air-Flugs 801 angestrebt, das Cockpit Resource Management im Unternehmen zu verbessern, dies aber nur schleppend umgesetzt.

## Ähnliche Flugunfälle
- Air-India-Flug 855
- Copa-Airlines-Flug 201